# BoxBoy! + BoxGirl!
BoxBoy! + BoxGirl! est un jeu vidéo de plates-formes et de réflexion développé par HAL Laboratory et édité par Nintendo. C'est le quatrième jeu de la licence BoxBoy! et le premier à sortir sur la Nintendo Switch. C'est la suite de Bye-Bye BoxBoy! sorti en 2017 sur Nintendo 3DS. BoxBoy! + BoxGirl! propose un mode multijoueur à deux joueurs pour la première fois de la série, salué par la critique. Le jeu est sorti dans le monde entier sur Nintendo Switch via le Nintendo eShop le 26 avril 2019.

## Système de jeu
Comme les épisodes précédents de la série, BoxBoy! + BoxGirl! est un jeu vidéo de plate-forme de puzzle. Le principal mécanisme de jeu consiste à générer une chaîne de boîtes pour surmonter les obstacles et atteindre la fin du niveau. Chaque niveau a une limite sur le nombre de boîtes qui peuvent être créées à la fois. Les boîtes peuvent être utilisées pour une variété de fonctions, telles que former des ponts, bloquer des dangers et appuyer sur des interrupteurs. Dans la campagne solo, surnommée "A Tale for One", les joueurs contrôlent Qbby pour créer des chaînes de boîtes qui peuvent être placées, tenues ou rétractées par Qbby. Les niveaux sont regroupés en mondes, chacun ayant un thème avec différents obstacles et capacités.
BoxBoy! + BoxGirl! contient 270 niveaux répartis sur trois campagnes, ce qui est le plus de tous les jeux de la série. Pour la première fois de la série, le jeu propose une campagne à deux joueurs, "A Tale for Two". Dans ce mode, un joueur contrôle Qbby et l'autre contrôle Qucy, et les deux travaillent ensemble pour progresser dans les niveaux. Chaque niveau a une limite sur le nombre de boîtes que chaque joueur peut créer à la fois. Les énigmes de la campagne à deux joueurs nécessitent souvent une coopération entre les joueurs pour être résolues. La campagne à deux joueurs peut également être jouée individuellement en basculant entre le contrôle de Qbby et Qucy.
Une troisième campagne peut être débloquée, "A Tall Tale", dans laquelle les joueurs contrôlent Qudy, un personnage rectangulaire qui peut pivoter horizontalement et verticalement. Cette campagne propose un ensemble supplémentaire de puzzles qui tirent parti des longues boîtes rectangulaires que Qudy peut créer.
Les niveaux comportent des couronnes à collectionner qui récompensent les joueurs avec des médailles, qui peuvent être utilisées pour acheter des bonus tels que des cosmétiques, des power-ups et des étapes de défi. Les médailles peuvent également être obtenues en complétant un niveau en utilisant un nombre limité de cases. La monnaie du jeu peut également être utilisée pour acheter des indices qui montrent comment terminer le niveau.

## Sortie
BoxBoy! + BoxGirl! est annoncé pour la Nintendo Switch dans un Nintendo Direct de février 2019. Une démo gratuite a été mise à disposition pour téléchargement le 17 avril 2019. Le jeu est sorti dans le monde entier pour la Nintendo Switch exclusivement via le Nintendo eShop le 26 avril 2019.

## Réception critique
BoxBoy! + BoxGirl ! a reçu des critiques généralement favorables selon l'agrégateur de critiques Metacritic.
Les critiques ont fait l'éloge du nouveau mode coopératif, soulignant l'ajout de puzzles rendu possible par la campagne multijoueur,. Le gameplay unique de la campagne de Qudy a également été bien accueilli pour garder le jeu attrayant. Ben Reeves de Game Informer a été impressionné par les nouveaux défis que les développeurs ont pu créer, même si le jeu était la quatrième entrée de la série. Cependant, les critiques ont trouvé que certains niveaux étaient répétitifs et se chevauchaient sur leurs concepts.
Le journaliste de Game Revolution, Toby Saunders, a décrit le jeu comme un peu trop facile, critiquant le système d'indices pour avoir enlevé le défi du jeu. D'autres ont trouvé que la difficulté détendue était un bon complément aux commandes et visuels simples de la série BoxBoy!.